# Белаковский, Марк Самуилович
Марк Самуилович Белаковский (род. 30 января 1947, Чернятино, Октябрьский район, Приморский край, СССР) — советский и российский космический врач, кандидат медицинских наук, заведующий отделом внедрения, реализации и пропаганды научных достижений института Института медико-биологических проблем. Активно занимается популяризацией научных знаний в области космической медицины. Один из инициаторов российского проекта с широким международным участием МАРС-500 (2007—2011). Главный менеджер от ИМБП в серии экспериментов SIRIUS. В качестве организатора выступал в других международных экспериментах: HUBES-94, Экопси-95, SFINCSS-99.

## Биография
Родился в 1947 году в селе Чернятино Октябрьского района Приморского края. Родители: отец — Олег (Самуил) Маркович Белаковский (1921—2015) — известный советский спортивный врач, Заслуженный врач Российской Федерации, полковник медицинской службы. Мать — Нина Георгиевна.
Учился в школе № 340. Увлекался футболом. На молодежном уровне играл на позиции крайнего нападающего, начинал в одной команде с Михаилом Гершковичем. В 1966 году поступил в институт и полностью ушел в медицину. В 1972 году закончил Первый Московский Государственный Медицинский Институт им. Сеченова. В 1975 году — там же аспирантуру. После получения диплома рассматривал варианты работы в спортивной медицине, но выбрал активно развивавшееся направление космической медицины.
Сотрудник Института медико-биологических проблем, с 1988 года — заведующий отделом внедрения, реализации и пропаганды научных достижений. Марк Самуилович Белаковский отвечает за внешнеэкономическую деятельность (ВЭД) Института, внедрение достижений космической медицины в здравоохранение и промышленность, связь с общественностью.

## Работа
Доктор Белаковский Марк Самуилович — специалист в области космической медицины. С 1975 года участвует в работах по медицинскому обеспечению жизнедеятельности человека в различных экстремальных условиях: осуществление пилотируемых космических полетов на кораблях серии «Союз», орбитальных станциях «Салют», «Мир», МКС, исследованиях на биоспутниках, гипербарических исследованиях в Геленджике и Мурманске, в подготовке и проведении высокоширотных научно-спортивных полярных экспедиций газеты «Комсомольская Правда», первой экспедиции советских альпинистов на Эверест, экспедиций в пустыню Кара-Кум, медико-биологическом обеспечении спортсменов высшей квалификации для выступлений на ответственных соревнованиях (Олимпийские Игры, чемпионаты мира, Европы и т. п.).
Привлекался в качестве консультанта для работы со сборной СССР по велоспорту, лыжным гонкам и конькобежному спорту. Работал с футбольным «Динамо» из Киева, когда они выиграли первый Кубок Кубков в 1975 году. В 1980-х годах помогал в тренерской деятельности олимпийскому чемпиону по велогонкам Виктору Капитонову.
В качестве заместителя директора — главного менеджера проекта по моделированию пилотируемого полета на Марс был одним из организаторов и идеологов уникального проекта «МАРС-500»(2007—2011). Марк Сергеевич Белаковский активно участвовал в подготовке, организации и проведении международных экспериментов HUBES-94, Экопси-95, SFINCSS-99, SIRIUS-17 и SIRIUS-19, выполненных на стендовой базе Института. В проектах серии SIRIUS — главный менеджер со стороны ИМБП.

## Вклад в науку
Автор научных работ в области космической медицины. Популяризатор достижений космической медицины. Проводимые Марком Самуиловичем Белаковским исследования отражены в 10 патентах и в более чем 200 научных публикациях, основное направление которых — проблемы питания, процессы обмена веществ, вкусового восприятия в условиях невесомости, изоляции и иных ситуациях, имитирующих космический полёт, а также иные аспекты изоляционных экспериментов..

## Награды
- Лауреат премии правительства РФ в области науки и техники за 2001 год «за разработку и практическую реализацию методологии проведения наземных экспериментов с изоляцией для совершенствования медико-биологического обеспечения длительных космических полётов»[10].
- Заслуженный работник здравоохранения Российской Федерации
- Действительный член Международной академии астронавтики
- Действительный член Российской академии космонавтики им. К. Э. Циолковского
- Победитель московского конкурса «Менеджер года» в номинации «Научные исследования и опытно-конструкторские разработки»
- Награжден орденом Дружбы[11], медалями, почётными знаками, дипломами Роскосмоса, Российской академии наук, Военно-космических сил, Федерации космонавтики России, Европейского космического агентства, Бельгии, Италии.

## Публикации
1. Effect of vitamin and amino acid supplements on human performance during heavy mental and physical work (Ushakov A.S., Myasnikov V.I., Shestkov B.P. et al.)// Aviation, Space and Environmental Medicine. 1978, 49, 10. p.1180-1187.
2. Наземные эксперименты — через МКС — к дальнему космосу : международный научный проект Sirius : Этап первый: Sirius-17, Москва, 2018 г. / [Белаковский М. С., Волошин О. В., Суворов А. В.] ; Государственный научный центр Российской Федерации — Институт медико-биологических проблем Российской академии наук (ГНЦ РФ-ИМБП РАН). — Москва : ГНЦ РФ-ИМБП РАН, 2018. — 22 с.
3. Международный научный проект Sirius. Этап второй: Sirius-19 : неземные эксперименты — через МКС — к дальнему космосу / [Белаковский М. С., Волошин О. В., Суворов А. В.]. — Москва : ГНЦ РФ-ИМБЛ РАН, 2019. — 26 с.
4. Проект «Марс-500» : этап третий: 520-суточная изоляция / [авт. коллектив: Белаковский М. С., Волошин О. В., Моргунов П. С.] ; ГНЦ РФ — Ин-т медико-биологических проблем РАН. — Москва : ГНЦ РФ — ИМБП РАН, 2010. — 26 с.
5. Разработка и внедрение комплексной системы управления качеством продукции в консервной и пищеконцентратной промышленности / Ю. М. Белаковский, С. Ю. Гельфанд, Э. В. Дьяконова. — М. : Лег. и пищ. пром-сть, 1981. — 33 с.
6. Ground-based experiments — Via ISS — to remote space : international science project Sirius : stage one: Sirius-17 / [Belakovsky M. S., Voloshin O. V., Suvorov A. V.]. — Moscow : SSC RF — IBMP RAS, 2018. — 21 с.
7. Mars 500: finishing of 520-day isolation / [Belakovskiy M. S. et al.] ; SSC RF — Inst. of biomed. problems of RAS. — Moscow : SSC RF — IBMP RAS, 2011. — 15 с.
8. Международный симпозиум по результатам экспериментов, моделирующих пилотируемый полет на Марс (Марс — 500), 23-25 апреля 2012 года [Текст] = International symposium on the results of the experiments, simulating manned mission to Mars (MARS-500), april 23-25, 2012 : сборник материалов / Федеральное космическое агентство, Федеральное гос. бюджетное учреждение науки Гос. науч. центр Российской Федерации — Ин-т мед.-биологических проблем РАН. — Москва : ГНЦ РФ-ИМБП РАН, 2012. — 125 с.